# Yolanda González Martín

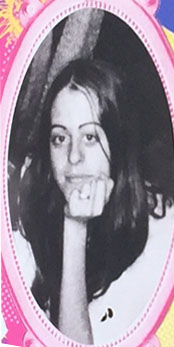
Salvador Seguí

Yolanda González Martín (Bilbao, 20 gennaio 1961 – Madrid, 1º febbraio 1980) è stata una politica spagnola, studentessa e attivista comunista assassinata dall'estrema destra negli anni della Transizione spagnola.

## Biografia
Yolanda González Martín è nata nel 1961 a Bilbao in una famiglia di estrazione operaia originaria di Burgos. A sedici anni entrò in un'organizzazione giovanile socialista, per poi spostarsi su posizione trozkiste. Nel 1979 si trasferì a Madrid per studiare elettronica, continuando la sua militanza politica nel Partito Socialista dei lavoratori, piccola formazione trozkista originata da una scissione della Lega Comunista rivoluzionaria (Spagna), e nel frattempo lavorando per assicurarsi l'indipendenza economica dalla sua famiglia. 
Venne uccisa la sera 1º febbraio 1980 da Emilio Hellín Moro e Ignacio Abad Velázquez, militanti di Forza Nueva, partito di estrema destra, con l'aiuto di cinque complici. L'omicidio venne rivendicato come vendetta per un attentato compiuto nella mattinata dello stesso giorno dall'ETA a Ispaster: gli attentatori ritenevano, falsamente, che la giovane facesse parte di un comando dell'ETA a Madrid.